# 하늘과 땅과
하늘과 땅과(일본어: 天と地と)는 가도가와 하루키 감독, 에노키 다카키, 츠가와 마사히코, 아사노 아츠코, 나오미 자이젠, 히로노부 노무라 주연의 1990년 일본 영화이다. 이 영화는 1990년 6월 일본에서 개봉되었으며 영어판은 1991년 북아메리카에서 개봉되었다.
와타나베 켄이 켄신 역을 맡을 예정이었으나 질병으로 인해 참여하지 못하게 되었다.